# Saint-Bonnet-le-Troncy
Saint-Bonnet-le-Troncy is een gemeente in het Franse departement Rhône (regio Auvergne-Rhône-Alpes) en telt 273 inwoners (1999). De plaats maakt deel uit van het arrondissement Villefranche-sur-Saône.

## Geografie
De oppervlakte van Saint-Bonnet-le-Troncy bedraagt 15,6 km², de bevolkingsdichtheid is 17,5 inwoners per km².
De onderstaande kaart toont de ligging van Saint-Bonnet-le-Troncy met de belangrijkste infrastructuur en aangrenzende gemeenten.

## Demografie
Onderstaande figuur toont het verloop van het inwonertal (bron: INSEE-tellingen).